# Celestus stenurus
Celestus stenurus är en ödleart som beskrevs av  Cope 1862. Celestus stenurus ingår i släktet Celestus och familjen kopparödlor.

## Underarter
Arten delas in i följande underarter:
- C. s. stenurus
- C. s. alloeides
- C. s. rugosus
- C. s. weinlandi